# اونای البیزوا
اونای البیزوا (انگلیسی: Unai Albizua؛ زادهٔ ۱۸ ژانویهٔ ۱۹۸۹) بازیکن فوتبال اهل اسپانیا است.
از باشگاه‌هایی که در آن بازی کرده‌است می‌توان به باشگاه فوتبال لگانس، باشگاه فوتبال اتلتیک بیلبائو، باشگاه ورزشی تنریف، و باشگاه فوتبال اتلتیک بیلبائو بی اشاره کرد.